# Туготинская волость

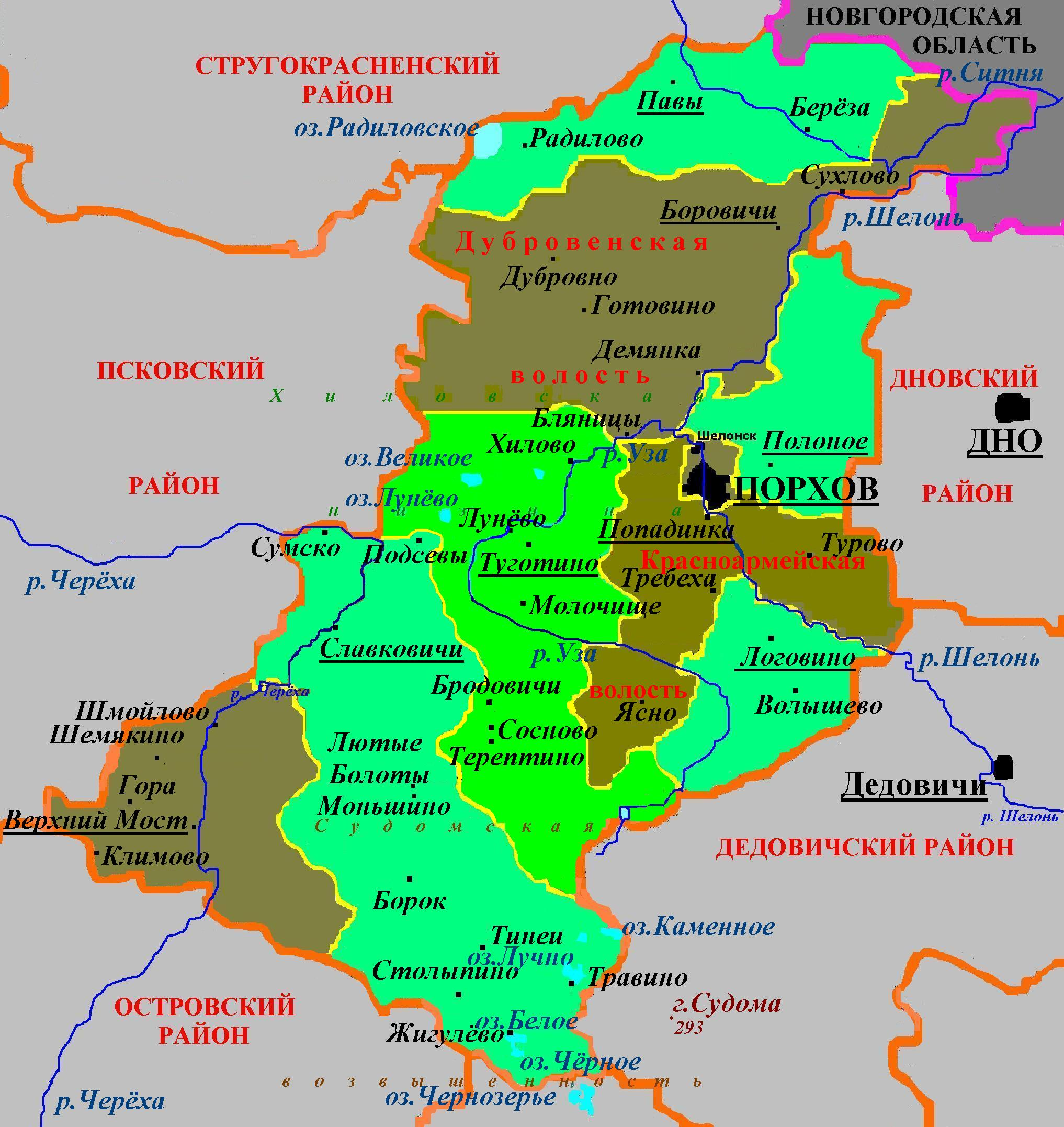
Административное деление Порховского района в 2010—2015

Туготинская волость — упразднённая административно-территориальная единица 3-го уровня и муниципальное образование со статусом сельского поселения в Порховском районе Псковской области России.
Административный центр — деревня Туготино.

## География
Территория волости граничила на западе со Славковской волостью, на севере — с Дубровенской волостью, на востоке — с Красноармейской и Логовинской волостями Порховского района, на северо-западе — с Псковским районом, на юго-востоке — с Дедовичским районом Псковской области.
На территории бывшей волости расположены озёра: Великое (0,62 км², глубиной до 5 м), Лунёво (0,61 км², глубиной до 4 м), Встречное (0,2 км²) и др.

## Население
| 2002 | 2010  | 2012  | 2013  | 2014  | 2015 |
| ---- | ----- | ----- | ----- | ----- | ---- |
| 1080 | ↗1209 | ↘1141 | ↘1087 | ↘1027 | ↘993 |

## Населённые пункты
В состав Туготинской волости входили 64 деревни: Барашково, Болоты, Боровичи, Бродовичи, Брудово, Веретени, Веретье, Веснино, Воробьево, Вячок, Гахново, Гвоздно, Горушка, Гостено, Детково, Дубня, Дубско, Дубье, Жаборы, Жателы, Железно, Загорье, Заозерье, Заольшаг, Заречье, Заручевье, Каменка, Кашено, Клин, Копыловка, Корж, Крекшино, Кривоселово, Лашково, Лужок, Лунёво, Лядно, Мачково, Межник, Молочище, Переровно, Петриково, Печково, Подоклинье, Подсухи, Пустой Бор, Рассадники, Селище, Симоново, Ситовичи, Сосново, Сосонье, Терептино, Тимохово, Тосницы, Туготино, Турицы, Угориха, Харижи, Хилово, Хлипицы, Хлуполово, Щучно, Эскино.

## История
Территория современной волости в 1927 году в основном вошла в Порховский район в виде ряда сельсоветов, в том числе Туготинского сельсовета.
Решением Псковского облисполкома от 25 апреля 1960 года Харижский сельсовет был переименован в Зареченский сельсовет Порховского района.
Постановлением Псковского областного Собрания депутатов от 26 января 1995 года все сельсоветы в Псковской области были переименованы в волости, в том числе Туготинский сельсовет был превращён в Туготинскую волость.
Законом Псковской области от 28 февраля 2005 года была упразднена Луковищенская волость (д. Терептино) и включена в новосозданное муниципальное образование Туготинская волость со статусом сельского поселения с 1 января 2006 года в составе муниципального образования Порховский район со статусом муниципального района.
На референдуме 11 октября 2009 года было поддержано объединение Зареченской волости с Туготинской волостью. Законом Псковской области от 3 июня 2010 года была упразднена Зареченская волость (д. Молочище), включённая в Туготинскую волость с центром в деревне Туготино.
Законом Псковской области от 30 марта 2015 года Туготинская волость была упразднена и в апреле 2015 года включена в состав Славковской волости.